# Šalva Maglakelidze
Šalva Nikolajevič Maglakelidze (gruzínsky შალვა მაღლაკელიძე, 20. dubnajul./ 2. května 1893greg. Vani, Ruské impérium – 7. listopadu 1976, Tbilisi, SSSR) byl gruzínský politik, člen vlády Gruzínské demokratické republiky, právník, vedoucí činitel gruzínské emigrace a velitel Gruzínské legie.

## Mládí
Šalva Maglakelidze se narodil ve vesnici Dichašcho (gruzínsky დიხაშხო, dnešní obec Vani) v rodině bohatého rolníka Nikose Maglakelidzeho. Základní vzdělání mu poskytl vesnický jáhen. Absolvoval základní školu a poté v letech 1904 – 1905 internátní škole pro učitele. V roce 1914 dokončil studia na soukromém gymnáziu ve městě Kutaisi. Poté se stal studentem Právnické fakulty Lomonosovy university. V květnu 1915 byl jako student druhého ročníku povolán k vojenskému komisariátu a přidělen na Vojenskou akademii v Tbilisi.  
V letech první světové války bojoval od roku 1915 v řadách ruské armády na Kavkazské frontě. V roce 1917 se aktivně zasazoval o samostatnost Gruzie. V letech 1917 – 1918 působil jako zmocněný zástupce Prozatímní vlády a později gruzínské vlády ve městech Achalciche a Achalkalaki. Zde důrazně vystupoval proti muslimskému separatizmu.
Spolupracoval s představiteli Německého kavkazského expedičního sboru (německy Deutsche Kaukasusexpedition) a dále zejména osobně s Wernerem von der Schulenburgem, při přípravě gruzínsko-německé smlouvy, která byla podepsána 26. května 1918 v Batumi. V Gruzii byl podezříván z podpory kandidatury mladšího syna císaře Viléma II. prince Joachima Pruského (německy Joachim von Preußen) na gruzínský trůn. Maglakelidze byl zastáncem konstituční monarchie. 
V roce 1919 – 1920 byl gubernátorem Tbilisi, členem gruzínské vlády a plukovníkem gruzínské armády.
Po invazi SSSR do Gruzie v roce 1921 se stal generálním guvernérem Abcházie, aby se postavil proti sovětské 9. armádě. Poté, co se bolševici dostali k moci, se s manželkou a dětmi uchýlil do rodné vesnice. Jeho žena Marie Martinovna Grass byla Němka, původem z Lotyšska. Byl zatčen bolševickým režimem 13. května 1921 a držen ve vězení až do roku 1922. Po propuštění se mu podařilo spojit se s příbuznými své ženy v Lotyšsku a spolu se svou manželkou a synem emigroval. 

## Emigrace
V roce 1923 se usadil v Lotyšsku v Rize a na doporučení exilové gruzínské vlády v Paříži odcestoval v roce 1923 do Prahy, aby pokračoval ve studiu práv. V Praze stále fungoval konzulát nezávislé Gruzie a československá vláda vyplácela stipendia a platy Gruzíncům žijícím v ČSR. Po roce studia obhájil disertační práci a absolvoval Univerzitu Karlovu (podle jiných pramenů to byla Humboldtova univerzita) s titulem doktor práv. 
V roce 1929 se vrátil do Lotyšska, kde se podílel na založení exilového spolku Kavkaz. Jedním z hlavních cílů společnosti bylo poskytovat materiální a jinou pomoc svým krajanům v emigraci. V roce 1933 gruzínská diaspora vystoupila ze spolku Kavkaz a založila Gruzínskou společnost v Lotyšsku. Maglakelidze a jeho manželka byli členy Lotyšské sociálně demokratické dělnické strany (lotyšsky Latvijas Sociāldemokrātiskā Strādnieku partija). Maglakelidze udržoval úzké kontakty s gruzínskými politickými centry emigrace ve Francii, a tak v roce 1934 jeho rodina odjela z Rigy do Paříže.
V roce 1934 obnovil spolupráci s Němci a v roce 1937 se stal kariérním důstojníkem abwehru.
V roce 1938 Maglakelidze přesídlil do Berlína, kde byl politicky aktivní. Obnovil kontakty s Schulenburgem a společně lobovali za zájmy gruzínského prince Irakliho Bagration-Muchraneliho (gruzínsky ირაკლი გიორგის ძე ბაგრატიონ-მუხრანელი) jako kandidáta na gruzínský trůn. Maglakelidze podporoval myšlenku vytvoření Kavkazské konfederace pod tureckým protektorátem.

## Druhá světová válka
V roce 1941 vstoupil dobrovolně do bojových jednotek wehrmachtu stejně jako jeho syn, který byl také redaktorem gruzínskojazyčných novin vydávaných Němci Sakartvelo. Aktivně se zapojil do činnosti organizací Bílý Jiří, který v letech 1936 – 1939 vedl, a Svazu gruzínských tradicionalistů. Tyto organizace prováděly nábor členů jak z řad emigrantů, tak přeběhlíků a sovětských válečných zajatců. Pod vlivem této organizace vznikly na území Gruzie v různých dobách tři podzemní skupiny, které byly všechny likvidovány NKVD. Šalva Maglakelidze v hodnosti plukovníka na území Polska v obci Kruszyna organizoval, propagoval a pomáhal formovat jednotky Gruzínské legie. Její 795. prapor nesl jeho jméno. Tuto pravomoc obdržel v roce 1941 od německého velení.
Úspěšná propaganda ve vztahu k vojákům Rudé armády gruzínské národnosti měla za následek pokus sovětské rozvědky o jeho likvidaci. Na podzim 1942 byly provedeny dva pokusy o atentát, ale byly neúspěšné. Propagandistická rota jeho jednotky umístěné poblíž Mozdoku dokázaly pomocí reproduktoru přesvědčit asi 2 000 vojáků ze 414. gruzínské střelecké divize Rudé armády k přeběhnutí. Maglakelidze se také podílel na školení a vysílání agentů na území sovětské Gruzie.
Na konci roku 1943 se jednotky jeho praporu již nacházely poblíž hranic Gruzie. Jakmile by do ní jeho jednotka vstoupila, mělo být vyhlášeno obnovení nezávislosti. Němci však nedokázali porazit Rudou armádu a tento plán se nepodařilo realizovat. Z hranic Gruzie jeho jednotka ustoupila 3. ledna 1943. V roce 1943 po porážce Osy v bitvě u Stalingradu ustoupil z Kavkazu směrem k řece Kubáň, na Tamanský poloostrov a následně na Ukrajinu, kde se svými vojáky bojoval se sovětskou armádou.
V říjnu 1943 byl z velení Gruzínské legie odvolán, protože protestoval proti nasazování gruzínských vojáků na západní frontě. Byl převelen k německým jednotkám v Pobaltí. Dne 2. května 1944 byl povýšen do hodnosti generálmajora wehrmachtu jako uznání zvláštních zásluh při formování jednotek Gruzínské legie.
V hodnosti generálmajora se v roce 1944 připojil ke KONR jako předseda Kavkazkého výboru, což mu vyneslo ostrou kritiku ze strany představitelů gruzínského emigrantského hnutí.
V průběhu války byl vyznamenán:
- Železný kříž I. a II. třídy.
- Válečný záslužný kříž II. třídy s meči.
- Medaile východních národů II. třídy ve stříbře.
- Odznak za tankový boj.

## Po válce
Po skončení války SSSR požadoval jeho vydání. Američané ho zatkli, ale s pomocí syna a přátel se mu podařilo uprchnout nejprve do Švýcarska a poté do Říma. V letech 1948 až 1950 pracoval v Itálii. Od roku 1950 v Západním Německu. Působil jako vojenský poradce kancléře NSR v letech 1949 – 1952. Jeho činnost vojenského poradce souvisela s jeho zkušenostmi z wehrmachtu a studiem sovětské taktiky. Západ tehdy využíval znalosti bývalých kolaborantů v rámci studené války.
Ani v exilu nepřestal usilovat o sjednocení gruzínské emigrace a spolu se svým synem se podílel na založení Svazu gruzínských vojáků v exilu, který vznikl v Mnichově 26. ledna 1954.
Dne 1. srpna 1954 byl Šalva Maglakelidze v Mnichově unesen agenty KGB a tajně převezen nejdříve do Východního Německa a poté do SSSR. Během výslechů přiznal své chyby a označil představitele gruzínské emigrace za agenty Velké Británie a USA. Po krátkém tříměsíčním věznění byl propuštěn a žil v Gruzii pod přísným dohledem KGB. Po absolvování dálkového studia práv na Tbiliské univerzitě od roku 1962 pracoval jako advokát, ale jeho rodina, manželka a syn, zůstala v Západním Německu a kontakt s nimi mu byl znemožněn. 
Ve své závěrečné řeči na obhajobu klienta uvedl, že je obětí sovětského totalitního systému. Poté mu bylo odebráno oprávnění k výkonu advokacie a pracoval jako podnikový právník. Podle některých zdrojů po odchodu do důchodu pobíral důstojnický důchod pro účastníka Velké vlastenecké války. Umírá v Tbilisi 7. ledna 1976.

### Spekulace o důvodech mírného zacházení ze strany KGB
Šalva Maglakelidze byl aktivní protisovětský bojovník, důstojník německé vojenské rozvědky, příslušník Wehrmachtu v generálské hodnosti, nositel několika významných německých vyznamenání a vlasovec. V porovnání s osudem dalších kavkazských vůdců, např. Sultan Girej Klič, jeho krátké věznění a pobyt na svobodě vyvolával spekulace o důvodech:
1. Maglakelidze kdysi zachránil mladého Stalina před zatčením.
2. Byl sovětskými tajnými službami získán ke spolupráci.[1][7]
3. Sovětské úřady snažily mírným a lidským zacházením s ním ho kompromitovat v očích kavkazské emigrace.

## Publikační činnost
Je autorem publikace Vers la restauration du Royaume de Géorgie (česky K obnovení Gruzínského království) vydané v rámci činnosti organizace Bílý Jiří v časopise číslo 99 z roku 1936. Obsah brožury obhajoval návrat královské dynastie Bagrationů. Tento návrh však nezískal širší podporu mezi gruzínskou emigrací.